# 原位癌
原位癌（Carcinoma in situ），是已被发现有恶性肿瘤的特点，但还没有入侵其它组织的肿瘤。许多形式的癌症始于原位癌，但不能及早发现。

## 概述
原位癌的癌变仍然限于黏膜上皮层内或皮肤表皮层内，非典型增生达全层，尚未突破基底膜向下浸润生长的肿瘤性病变。子宫颈、食道癌及皮肤癌等形成早期多经过原位癌过程。原位癌与非典型增生形态上常难以区分，但两者在概念上并不相同，前者性质上为癌，后者性质上属于非典型增生或异型增生范畴。早期发现和积极治疗原位癌，可防止其恶化，其治愈率也相对较高。